# Rinko Kikuchi
Pour les articles homonymes, voir Rinko.
Rinko Kikuchi, née le 6 janvier 1981 à Hadano (Kanagawa), Japon, est une actrice japonaise. Elle a joué plusieurs fois sous son vrai nom, Yuriko Kikuchi (菊地 百合子, Kikuchi Yuriko).

## Biographie
Rinko Kikuchi est née le 6 janvier 1981 à Hadano (Kanagawa), Japon.

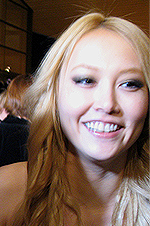
Rinko Kikuchi en 2006.

Dès l'âge de quinze ans, elle commence une carrière de mannequin et d'actrice, et joue dans plusieurs publicités.
En 1999 elle débute au cinéma dans le film Ikitai de Kaneto Shindō. Elle prend le pseudo de Rinko Kikuchi en mai 2004.
En 2006 le public international la découvre dans Babel d'Alejandro González Iñárritu, où elle incarne une adolescente sourde et muette bouleversée par le récent suicide de sa mère, et qui cherche à vivre sa sexualité pour mieux communiquer avec ses semblables. Sa prestation lui vaut une nomination à l'Oscar de la meilleure actrice dans un second rôle, faisant d'elle, depuis Miyoshi Umeki, la première Japonaise à être sélectionnée en 49 ans.

### Vie privée
Le 31 décembre 2014, Kikuchi épouse l'acteur japonais Shōta Sometani. Elle donne naissance à leur premier enfant le 8 octobre 2016 , et à leur deuxième le 31 mars 2019.

## Filmographie

### Cinéma

#### Longs métrages
- 1999 : Je veux vivre (生きたい, Ikitai?) de Kaneto Shindō
- 2000 : By Player (三文役者, Sanmon yakusha?) de Kaneto Shindō
- 2001 : Sora no ana (空の穴?) de Kazuyoshi Kumakiri : Taeko
- 2001 : Drug de Hiroshi Sugawara : Mai
- 2004 : Tori (トーリ?) de Tadanobu Asano
- 2004 : The Taste of Tea (茶の味, Cha no aji?) de Katsuhito Ishii : la serveuse
- 2004 : 69 de Lee Sang-il
- 2004 : Survive Style 5+ de Gen Sekiguchi
- 2004 : Riyū (理由?) de Nobuhiko Ōbayashi
- 2005 : Taga tameni (誰がために?) de Tarō Hyūgaji (ja) : la femme du frère de Mari
- 2005 : Funky Forest: The First Contact (ナイスの森〜The First Contact〜, Naisu no mori: The First Contact?) de Katsuhito Ishii, Hajime Ishimine (ja) et Shun'ichirō Miki (ja)
- 2006 : Babel d'Alejandro González Iñárritu : Chieko
- 2006 : Warau Mikaeru (笑う大天使?) d'Issei Oda (ja) : Nobuko Sakurai
- 2006 : Umi de no hanashi (海でのはなし?) d'Ellie Ōmiya (ja) : Kaori
- 2007 : Zukan ni nottenai mushi (図鑑に載ってない虫?) de Satoshi Miki (ja) : Sayoko
- 2007 : Koisuru madori (恋するマドリ?) d'Akiko Ōku (ja) : Atsuko Junda
- 2009 : Une arnaque presque parfaite (The Brothers Bloom) de Rian Johnson : Bang Bang
- 2009 : Assault Girls (アサルトガールズ, Asaruto gāruzu?) de Mamoru Oshii : Lucifer
- 2009 : Carte des sons de Tokyo (Map of the Sounds of Tokyo) d'Isabel Coixet : Ryu
- 2009 : Saidoweizu (サイドウェイズ?) de Cellin Gluck (ja) : Mina Parker
- 2010 : Shanghai de Mikael Håfström : Sumiko
- 2011 : La Ballade de l'impossible (ノルウェイの森, Noruwei no mori?) de Trần Anh Hùng : Naoko
- 2011 : Moteki (モテキ?) de Hitoshi Ōne (ja) : Hayashida Naoko
- 2013 : Pacific Rim de Guillermo del Toro : Mako Mori
- 2013 : 47 Ronin de Carl Erik Rinsch : Mizuki, la sorcière
- 2014 : Kumiko, the Treasure Hunter de David Zellner : Kumiko
- 2014 : Last Summer de Leonardo Guerra Seràgnoli : Naomi
- 2015 : Personne n'attend la nuit (Nadie quiere la noche) d'Isabel Coixet : Allaka
- 2016 : Terra Formars (テラフォーマーズ, Tera fōmāzu?) de Takashi Miike : Asuka Moriki
- 2018 : Pacific Rim: Uprising de Steven S. DeKnight : Mako Mori
- 2019 : Little Zombies (ウィーアーリトルゾンビーズ, Wī ā ritoru zonbīzu?) de Makoto Nagahisa (ja) : Ikuko Ibu
- 2022 : Daikaijū no atoshimatsu (大怪獣のあとしまつ?) de Satoshi Miki (ja) : Colonel Sen Masago
- 2023 : 658km, Yoko no tabi (６５８ｋｍ、陽子の旅?) de Kazuyoshi Kumakiri : Yoko
- 2023 : In Love and Deep Water (クレイジークルーズ, Kureijī kurūzu?) de Yūsuke Taki et Morgan Bailey Keaton : Aina Horikawa

#### Court métrage
- 2012 : It's Getting Late de Massy Tadjedin : Anna

### Doublage
- 2008 : The Sky Crawlers (スカイ・クロラ, Sukai kurora?) de Mamoru Oshii : Suito Kusanagi

### Télévision

#### Séries télévisées
- 1999 : Kawaii dake ja dame kashira : Aki Shimada
- 2001 : Churasan : Maiko Murayama
- 2009 - 2010 : Liar Game : Ryo Katsuragi
- 2010 : Moteki : Hayashida Naoko
- 2015 : Yume o ataeru : Mikiko
- 2018 : Westworld : Akane
- 2018 : Miss Sherlock (Misu Sharoku) : Mitsuki Kurata
- 2018 : Kemono ni narenai watashitachi : Kureha Tachibana
- 2019 : Ishi no mayu : Machiko Aiba
- 2021 - 2023 : Invasion : Hinata Murai, astronaute
- 2022 - 2024 : Tokyo Vice : Eimi Maruyama
- 2023 : 100man-kai ieba yokatta : Yayoi Harada
- 2024 : Hanasaki Mai ga damattenai : Reiko Shosenkyo

#### Téléfilm
- 2002 : La Forêt sans nom (あじまぁのウタ 上原知子－天上の歌声, Shiritsu tantei hama maiku: Namae no nai mori?) de Shinji Aoyama : Numéro 51

## Distinctions

### Récompense
- 2006 : Chicago Film Critics Association : meilleure second rôle pour Babel

### Nominations
- 2007 : Oscars : meilleure actrice dans un second rôle pour Babel[4]
- 2007 : Critics' Choice Movie Awards : meilleure actrice dans un second rôle pour Babel